# 국립역사박물관 (아르헨티나)

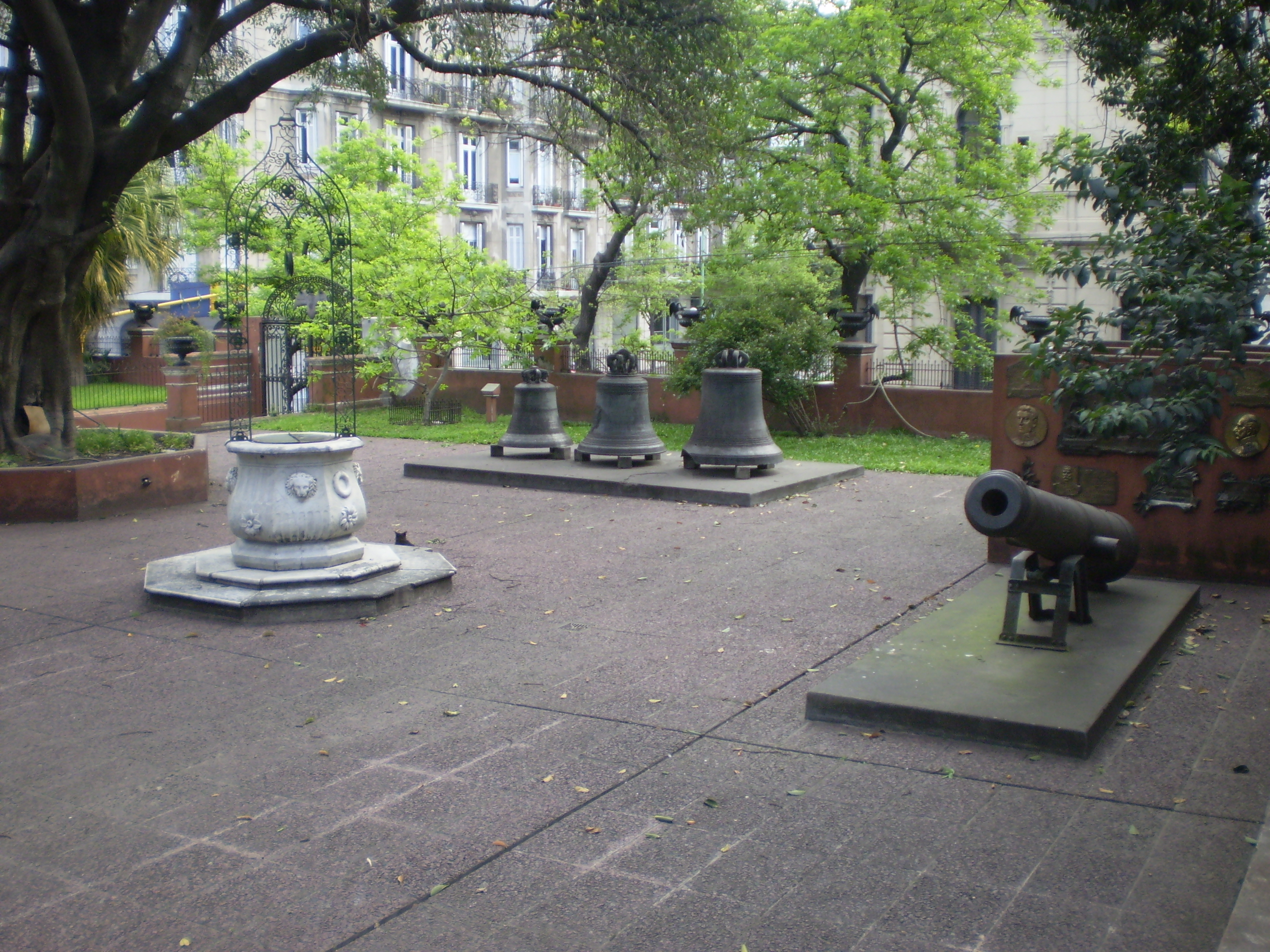
아르헨티나 국립역사박물관

아르헨티나 국립역사박물관(스페인어: Museo Histórico Nacional)은 아르헨티나의 수도인 부에노스아이레스에 위치한 아르헨티나의 역사 전문 박물관이다. 5월 혁명과 아르헨티나 독립전쟁과 관련된 유물을 전시하고 있다.